# Забавник (алманах) (1833—1836)
Забавник (алманах) је излазио од 1833. до 1836. године у Београду, осим 1835. у Крагујевцу. Пун назив прве свеске је гласио Забавник за 1833. годину, сочињеније Димитрија Давидовића, секретара књажењскога и члена ученога Краковског друштва. Давидовић је обновио своју бечку публикацију Забавник из 1815-1821. године.

## Издавач
Уредник и издавач Забавника био је Димитрије Давидовић, српски лекар, политичар, новинар и дипломата. Каријеру је започео као лекар и кнежев приватни (породични) секретар, затим као кнежев државни секретар, у Цариграду је био дипломата, а свој рад је крунисао писањем Сретењског устава и стекао положај попечитеља (министра).

## Основне информације
Забавник (алманах) (1833 - 1836) је обновљена бечка публикација издата двадесетак година раније. Садржи календар, иза кога следи родослов турског султана и кнеза Милоша, списак важнијих европских владара и списак чиновника у Србији, а затим следе књижевни прилози. Књижевни прилози су : "Моралне приповетке" и "Прилози" - поезија и друге књижевне врсте, при чему је прва рубрика ауторска тј. чине је преводи Димитрија Давидовића и Димитрија Исаиловића за последњу годину, а у другој рубрици су оригинални прилози и преводи других аутора. 